# Parliament Square

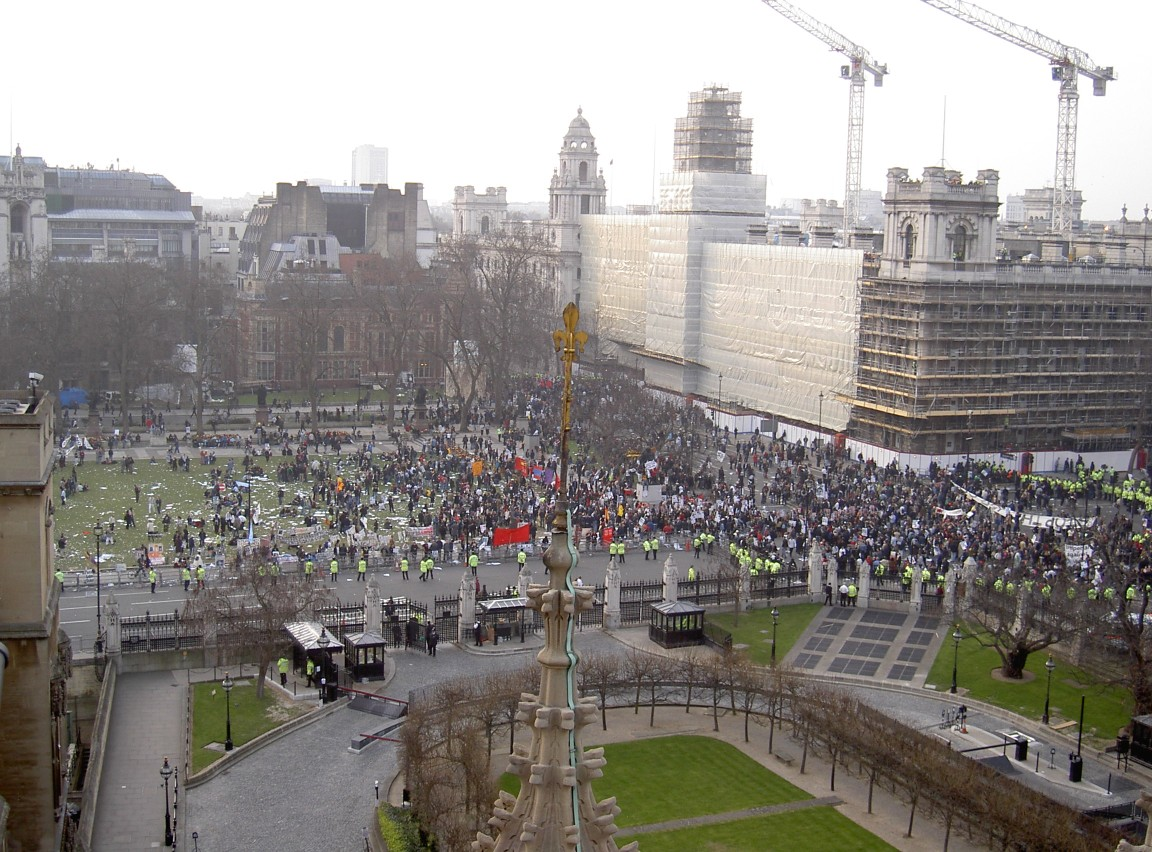
Manifestantes en Parliament Square.

Parliament Square es una plaza de Londres, situada frente al ala noroeste del Palacio de Westminster. Está compuesta por una gran explanada de hierba en el medio, con un grupo de árboles en el lado oeste de la plaza.

## Localización
Algunos de los edificios que dan a la plaza son: la Abadía de Westminster y la Iglesia de Santa Margarita, el Middlesex Guildhall (que se convirtió en sede de la Corte Suprema del Reino Unido), y la Casa Portcullis, entre otros.
La plaza está llena de estatuas de personajes famosos, entre los que destacan: Winston Churchill, Abraham Lincoln ( frente al Middlesex Guildhall), Robert Peel, Lord Palmerston, Jan Christian Smuts y George Canning. El 29 de agosto de 2007, una estatua de bronce en honor de Nelson Mandela fue erigida en la plaza. Fue descubierta por el primer ministro británico, Gordon Brown, en presencia de Wendy Woods, la viuda de Donal Woods, el último militante del anti-apartheid, y del antiguo actor y viejo amigo de Woods, Lord Attenborough. El 14 de marzo de 2015, una estatua de bronce en honor de Mahatma Gandhi fue erigida en la plaza. Fue descubierta por el actor indio Amitabh Bachchan, en presencia del primer ministro británico David Cameron y el nieto de Gandhi.

## Monumentos

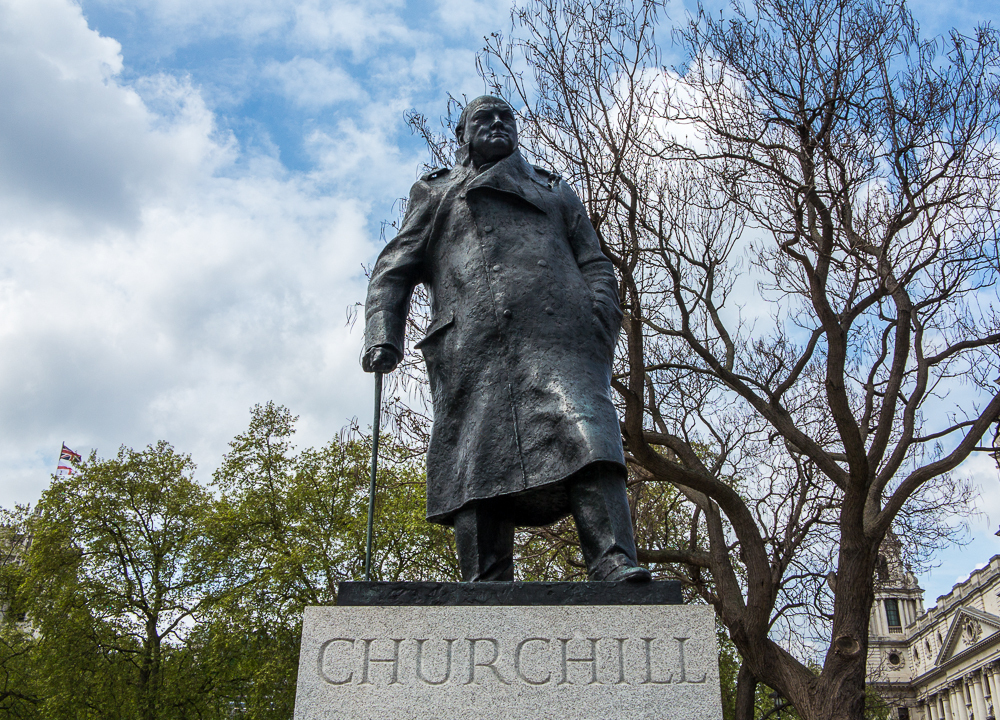
Estatua de Winston Churchill

La plaza alberga doce estatuas, la mayoría de reconocidos políticos:
- Winston Churchill (1874-1965), primer ministro británico (estatua en el noroeste, mirando al Parlamento).
- David Lloyd George (1863-1945), primer ministro británico (estatua en el norte, mirando al sur).
- Jan Christiaan Smuts (1870-1950), primer ministro de Sudáfrica (estatua al norte).
- Lord Palmerston (1784-1865), primer ministro británico (estatua al noroeste).
- Lord Stanley, conde de Derby (1799-1869), primer ministro británico (estatua al noroeste).
- Benjamin Disraeli, conde de Beaconsfield (1804-1881), primer ministro británico (estatua al noroeste, mirando al este).
- Sir Robert Peel (1788-1850), primer ministro británico (estatua al noroeste).
- Abraham Lincoln (1809-1865), Presidente de los Estados Unidos (estatua frente a Middlesex Guildhall).
- George Canning (1770-1827), Secretario de Relaciones Exteriores (estatua en el cruce de la plaza con Great George Street).
- Nelson Mandela (1918-2013), Presidente de Sudáfrica (estatua al suroeste).
- Mahatma Gandhi (1869-1948), político indio (estatua frente a Middlesex Guildhall).
- Millicent Fawcett (1847-1929), feminista, intelectual, política, líder del movimiento sufragista moderado en Inglaterra y escritora británica. Fue erigida en abril de 2018 para conmemorar los 100 años del sufragio femenino en el país, después de una campaña de la feminista de Caroline Criado Pérez. Criado Pérez se dio cuenta de que no había presencia de estatuas femeninas en la plaza e inició una petición firmada por 74.000 personas. La estatua sostiene una pancarta con las palabras «el coraje llama al coraje en todas partes», un fragmento de un discurso pronunciado por Fawcett en 1920.